# Symptômes du bas appareil urinaire
Les symptômes du bas appareil urinaire (SBAU) sont un groupe de symptômes urinaires pouvant affecter les hommes et les femmes.
Les symptômes peuvent être classés en trois catégories :
- phase de remplissage, exemples : pollakiurie, incontinence
- miction, exemple : miction par poussée
- post miction, exemple : sensation de vidange vésicale incomplète